# قرقلر إيلي
مدينة قرقلر ايلي (بالتركية: Kırklareli)‏ هي عاصمة محافظة قِرقلر ايلي وتقع في الجزء الأوروبي من تركيا، ويبلغ تعداد سكانها حوالي 53,221 نسمة.

## المناخ
يظهر الجدول التالي التغييرات المناخية على مدار السنة لقرقلر ايلي:
| البيانات المناخية لـقرقلر ايلي               | البيانات المناخية لـقرقلر ايلي | البيانات المناخية لـقرقلر ايلي | البيانات المناخية لـقرقلر ايلي | البيانات المناخية لـقرقلر ايلي | البيانات المناخية لـقرقلر ايلي | البيانات المناخية لـقرقلر ايلي | البيانات المناخية لـقرقلر ايلي | البيانات المناخية لـقرقلر ايلي | البيانات المناخية لـقرقلر ايلي | البيانات المناخية لـقرقلر ايلي | البيانات المناخية لـقرقلر ايلي | البيانات المناخية لـقرقلر ايلي | البيانات المناخية لـقرقلر ايلي |
| الشهر                                        | يناير                          | فبراير                         | مارس                           | أبريل                          | مايو                           | يونيو                          | يوليو                          | أغسطس                          | سبتمبر                         | أكتوبر                         | نوفمبر                         | ديسمبر                         | المعدل السنوي                  |
| -------------------------------------------- | ------------------------------ | ------------------------------ | ------------------------------ | ------------------------------ | ------------------------------ | ------------------------------ | ------------------------------ | ------------------------------ | ------------------------------ | ------------------------------ | ------------------------------ | ------------------------------ | ------------------------------ |
| الدرجة القصوى °م (°ف)                        | 18.6 (65.5)                    | 21.0 (69.8)                    | 25.7 (78.3)                    | 30.5 (86.9)                    | 36.0 (96.8)                    | 39.8 (103.6)                   | 42.5 (108.5)                   | 40.4 (104.7)                   | 37.0 (98.6)                    | 37.4 (99.3)                    | 33.4 (92.1)                    | 21.6 (70.9)                    | 42.5 (108.5)                   |
| متوسط درجة الحرارة الكبرى °م (°ف)            | 6.6 (43.9)                     | 8.3 (46.9)                     | 11.9 (53.4)                    | 17.7 (63.9)                    | 23.4 (74.1)                    | 27.9 (82.2)                    | 30.5 (86.9)                    | 30.4 (86.7)                    | 26.0 (78.8)                    | 19.7 (67.5)                    | 13.6 (56.5)                    | 8.6 (47.5)                     | 18.7 (65.7)                    |
| المتوسط اليومي °م (°ف)                       | 2.9 (37.2)                     | 4.0 (39.2)                     | 6.9 (44.4)                     | 12.0 (53.6)                    | 17.3 (63.1)                    | 21.6 (70.9)                    | 23.9 (75.0)                    | 23.4 (74.1)                    | 19.2 (66.6)                    | 13.9 (57.0)                    | 9.0 (48.2)                     | 5.0 (41.0)                     | 13.2 (55.8)                    |
| متوسط درجة الحرارة الصغرى °م (°ف)            | 0.0 (32.0)                     | 0.7 (33.3)                     | 2.8 (37.0)                     | 7.1 (44.8)                     | 11.6 (52.9)                    | 15.4 (59.7)                    | 17.7 (63.9)                    | 17.5 (63.5)                    | 13.9 (57.0)                    | 9.7 (49.5)                     | 5.7 (42.3)                     | 2.1 (35.8)                     | 8.6 (47.5)                     |
| أدنى درجة حرارة °م (°ف)                      | −15.8 (3.6)                    | −15.0 (5.0)                    | −11.8 (10.8)                   | −3.0 (26.6)                    | 1.4 (34.5)                     | 5.8 (42.4)                     | 8.8 (47.8)                     | 8.7 (47.7)                     | 3.0 (37.4)                     | −3.4 (25.9)                    | −7.2 (19.0)                    | −11.1 (12.0)                   | −15.8 (3.6)                    |
| الهطول مم (إنش)                              | 60.0 (2.36)                    | 50.1 (1.97)                    | 47.1 (1.85)                    | 44.9 (1.77)                    | 49.0 (1.93)                    | 48.3 (1.90)                    | 25.0 (0.98)                    | 21.4 (0.84)                    | 34.4 (1.35)                    | 53 (2.1)                       | 66.2 (2.61)                    | 70.7 (2.78)                    | 570.1 (22.44)                  |
| متوسط الأيام الممطرة                         | 11.1                           | 9.1                            | 9.1                            | 10.4                           | 9.9                            | 8.5                            | 4.8                            | 3.7                            | 4.8                            | 7.1                            | 8.6                            | 11.4                           | 98.5                           |
| ساعات سطوع الشمس الشهرية                     | 89.9                           | 109.2                          | 164.3                          | 204.0                          | 272.8                          | 282.0                          | 322.4                          | 319.3                          | 240.0                          | 167.4                          | 114.0                          | 68.2                           | 2٬353٫5                        |
| ساعات سطوع الشمس اليومية                     | 2.3                            | 3.2                            | 4.4                            | 5.5                            | 8.3                            | 9.6                            | 10.0                           | 9.5                            | 7.2                            | 4.5                            | 3.3                            | 2.2                            | 5.8                            |
| المصدر: Turkish State Meteorological Service |                                |                                |                                |                                |                                |                                |                                |                                |                                |                                |                                |                                |                                |

## أعلام
- باريش هيرسك
- أرطال كالكان
- إيشيل يوجيسوي
- صباح الدين علي
- متين كورت